# Emil Tahirovič
Emil Tahirovič (Ivančna Gorica, 30 dicembre 1979) è un ex nuotatore sloveno.
Specializzato nella rana, ha partecipato alle Olimpiadi di Atene 2004 ottenendo i seguenti risultati: 17º nei 100 m rana e 36º nei 200 m rana.

## Palmarès
- Europei in vasca corta

Vienna 2004: bronzo nei 50m rana.
Fiume 2008: bronzo nei 50m rana.
- Giochi del Mediterraneo

Almerìa 2005: oro nei 50m rana e nella 4x100m misti e bronzo nei 100m rana.
Pescara 2009: argento nei 50m rana.